# Немска награда за детско-юношеска литература
„Немската награда за детско-юношеска литература“ (на немски: Deutscher Jugendliteraturpreis) е държавна награда, учредена през 1956 г. от тогавашното „Федерално министерство по въпросите на семейството“ и се присъжда ежегодно.
От самото начало „Немската награда за детско-юношеска литература“ е международно отличие. Наред с немскоезични автори се удостояват и чуждестранни писатели, доколкото книгите им са преведени на немски.
След 1996 г. носителите на наградата, наред с паричната премия, получават и бронзова статуетка „Момо“.
Отличието се присъжда в четири раздела: „книга с картинки“, „детска книга“, „юношеска книга“ и „нехудожествена книга“.
Наградите са на стойност по 10 000 € за всеки раздел и може да се поделят между автори, илюстратори и преводачи.
От 1991 г. се присъжда и специална награда за цялостно творчество на немски автор, немски илюстратор или немски преводач на детско-юношеска литература, която възлиза на 10 000 €.
През 2017 г. за първи път е присъдена и специална награда „Нови таланти“ на стойност 10 000 €.

## Носители на наградата (подбор)
- 1956: Астрид Линдгрен
- 1960: Джеймс Крюс
- 1961: Михаел Енде
- 1963: Скот О'Дел
- 1966: Макс Болигер
- 1969: Исак Башевис Сингер
- 1971: Райнер Кунце
- 1973: Кристине Ньостлингер
- 1974: Михаел Енде
- 1976: Елизабет Борхерс, Петер Хертлинг
- 1979: Янош
- 1980: Ренате Велш
- 1983: Роберт Гернхарт
- 1988: Гудрун Паузеванг, Паул Маар
- 1990: Йорг Щайнер, Уве Тим
- 1993: Хенинг Манкел
- 1994: Мирям Преслер (специална награда)
- 1995: Мирям Преслер, Клаус Кордон
- 1996: Паул Маар (специална награда)
- 1998: Петер Хакс (специална награда)
- 2001: Петер Хертлинг (специална награда)
- 2003: Клаус Кордон (награда на журито)
- 2004: Джилиън Рубинщайн
- 2007: Маркъс Зюсак
- 2009: Андреас Щайнхьофел
- 2010: Мирям Преслер (специална награда)
- 2011: Волфганг Херндорф
- 2013: Андреас Щайнхьофел (специална награда)
- 2016: Клаус Кордон (специална награда)
- 2017: Гудрун Паузеванг (специална награда)
- 2018: Уве-Михаел Гуцшхан (специална награда)